# Santa Maria della Pace (Mailand)
Die Kirche Santa Maria della Pace ist eine römisch-katholische Kirche in der norditalienischen Stadt Mailand. Sie ist der Sitz der Leutnantur für Norditalien des Ritterordens vom Heiligen Grab zu Jerusalem.

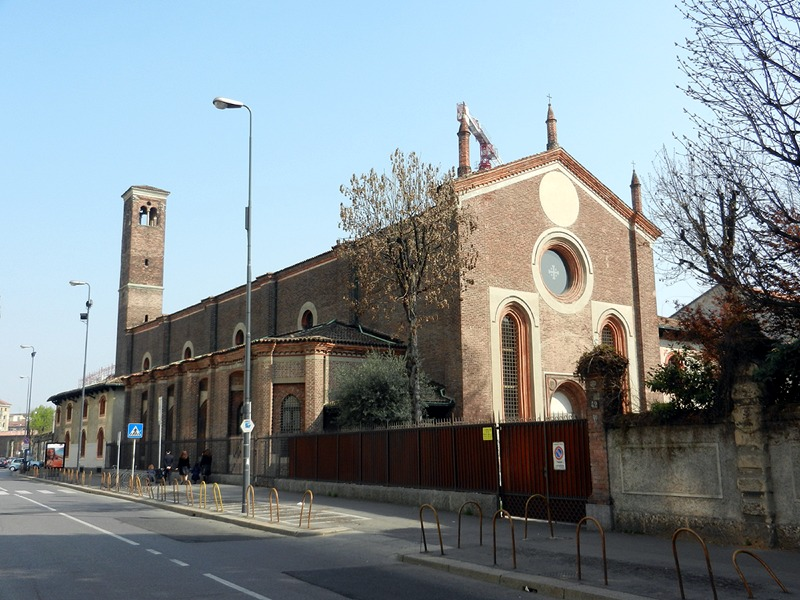
Kirche Santa Maria della Pace, Mailand

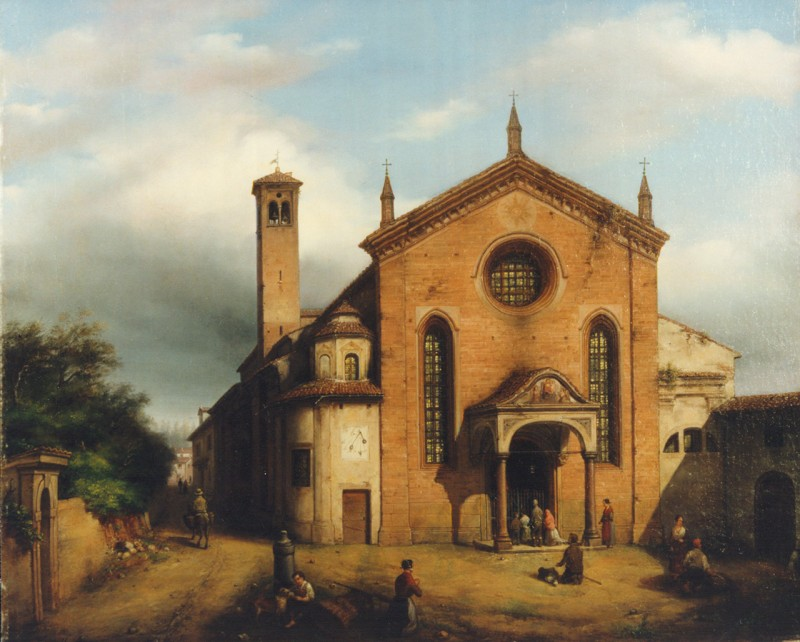
Carlo Canella, Veduta della chiesa di Santa Maria della Pace in Milano, 1852–1855

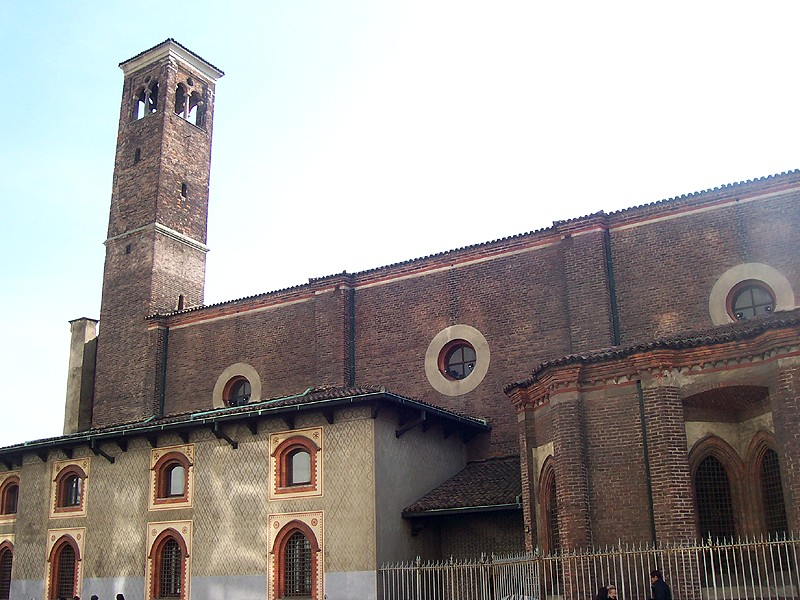
Linke Seite und Glockenturm

Pfarrer Perosi und Toscanini, vor dem Salone Perosi, heute Chiesa di Santa Maria della Pace, zur Zeit der ersten Aufführung des perosianischen Oratoriums Mosè (1901)

## Geschichte
Die Kirche wurde von dem Architekten Guiniforte Solari aus Carona gebaut. Äußerlich ist die Kirche im Lombardischen Gotikstil gehalten und wurde im Zuge der Restaurierung von 1900 restauriert. Die Fassade, die nicht auf die Via San Barnaba, sondern auf einen angrenzenden Hof blickt, ist eine Schirmfassade mit einer Verkleidung aus Backstein. In der Mitte befindet sich das Portal mit Lünette ogival. Vor den Restaurierungsarbeiten von 1900 war ihm ein Pronaos vorgelagert. Barockarchitektur, gestützt von zwei Säulen. Im Tympanon befindet sich ein Fresko der Madonna mit Kind zwischen den Heiligen Philippus, Jakobus und einem Franziskaner, ein Werk von Simone Peterzano. Auf beiden Seiten des Portals befinden sich zwei hohe monofora ogival und in der Mitte die kreisförmige Rosette.
Die linke Seite der Kirche, die parallel zur Straße San Barnaba verläuft, zeichnet sich durch eine Reihe von Seitenkapellen aus, die aus der Wand des Kirchenschiffs herausragen. In der Nähe der Fassade befindet sich ein kleiner Portikus, der von einer Säule getragen wird. Marmorree, die dem Seiteneingang der Kirche vorgelagert ist. Am Ende des Kirchenschiffs befindet sich der Glockenturm aus der Renaissance mit quadratischem Grundriss und einem Glockenturm, der sich nach außen öffnet und auf jeder Seite ein Sprossenfenster aufweist.
Die Kirche Santa Maria della Pace wurde 1967 zur Kapitelkirche des Ritterordens vom Heiligen Grab zu Jerusalem bestimmt.

## Innenraum
Das Innere der Kirche Santa Maria della Pace ist in einem nüchternen Renaissance-Stil gehalten, der die ursprüngliche Gotik-Stil überlagert, die noch in den Strukturen sichtbar ist. Die Kirche besteht aus einem Kirchenschiff mit fünf Schiffen, von denen jedes mit einem Kreuzgewölbe bedeckt ist, das mit Fresken aus dem 15. Jahrhundert verziert ist, die eine strahlende Sun mit den Inschriften PAX (Frieden in Latein) und IHS (Bernardinisches Monogramm) auf der Innenseite darstellen. Ursprünglich befand sich zwischen dem dritten und vierten Joch eine gemauerte Trennwand, das den für die Gläubigen reservierten Bereich vom Chor trennt; von der Freskendekoration, die ihn schmückte, sind einige Fragmente erhalten, die bei der Restaurierung 1997 entdeckt wurden. Entlang der linken Seitenwand des Kirchenschiffs befinden sich fünf Seitenkapellen, von denen jede einen Zugang zum Kirchenschiff hat, einen doppelten Bogen, der in der Mitte von einer einfachen Säule getragen wird. Marmorrea. In der fünften Kapelle befindet sich links über dem Altar das Gemälde Madonna des Friedens aus dem 16. Jahrhundert. Die Fresken von Marco d’Oggiono für die Kirche Santa Maria della Pace abgenommen wurden und in der Pinacoteca di Brera untergebracht.
Das Presbyterium, das nach dem Zweiten Vatikanischen Konzil im modernen Stil umgebaut wurde, erhebt sich einige Stufen über den Rest der Kirche und nimmt das fünfte Joch des Kirchenschiffs ein; es beherbergt den Hochaltar aus Marmor und auf der linken Seite den Ambo Holz. Hinter dem Presbyterium befindet sich die Apsis mit rechteckigem Grundriss, die mit einem Tonnengewölbe bedeckt ist, das reich mit Fresken von Tanzio da Varallo Annuncio dei pastori, Adorazione dei pastori, Gloria angelica verziert ist, die zwischen 1630 und 1633 entstanden sind. Es handelt sich um: Engel singen die Herrlichkeit (Mitte), Verkündigung (links) und Anbetung der Hirten (rechts). In der Kirche befanden sich wertvolle Fresken von Bernardino Luini (Geschichten der Jungfrau und des heiligen Joseph in der Kapelle des heiligen Joseph) und Gaudenzio Ferrari, von denen Teile abgetrennt in der Pinacoteca di Brera ausgestellt sind.

## Orgel
Auf der Chorempore in der Apsis, hinter dem Presbyterium, befindet sich die Orgel, die 1891 von dem Pietro Bernasconi aus Varese erbaut wurde; das Instrument befand sich ursprünglich hinter dem Hochaltar und wurde von diesem verdeckt; im Jahr 1997 wurde es vom Gianfranco Torri aus Cesano Boscone restauriert und an ihrem heutigen Standort aufgestellt.
Die Orgel verfügt über einen vollmechanischen Traktur, mit zwei Klaviaturen (die erste Große Orgel, die zweite Echo-Orgel) mit je 58 Tönen und einer erweiterten chromatischen ersten Oktave, sowie einem gerades Pedalbrett mit 27 Tönen. Das nüchterne Gehäuse aus dem Jahr 1997 umrahmt die Ausstellung und besteht aus 25 Orgelpfeifen des Prinzipals, die in einem einzigen Höcker mit horizontal ausgerichteten Gehrungsmündungen angeordnet sind.